# Klekacz
Klekacz – wieś w Polsce położona w województwie lubelskim, w powiecie tomaszowskim, w gminie Tomaszów Lubelski.
W latach 1975–1998 miejscowość administracyjnie należała do województwa zamojskiego.
Wieś jest sołectwem w gminie Tomaszów Lubelski. Według Narodowego Spisu Powszechnego z roku 2011 wieś liczyła 57 mieszkańców.
W miejscowości znajduje się kurhan eksplorowany w 2005 roku przez grupę studentów pod kierunkiem dr Haliny Taras z UMCS i mgr Jolanty Bagińskiej z Muzeum Regionalnego w Tomaszowie Lubelskim . 
Wierni Kościoła rzymskokatolickiego należą do parafii Matki Bożej Częstochowskiej w Podhorcach.